# 艾伯塔省埃德蒙頓聖殿
艾伯塔埃德蒙頓聖殿是位于加拿大艾伯塔省埃德蒙顿的耶稣基督后期圣徒教会的第67座聖殿。
这座聖殿是艾伯塔省第二座建造的聖殿。第一座建于1923年，位于卡德斯顿。该聖殿为该地区约15700名成员服务。聖殿的外部是白色花岗岩，并有一个尖顶，上面是天使摩羅乃的雕像。
2020年，艾伯塔埃德蒙頓聖殿因冠状病毒大流行而关闭。

## 外部連結
1. ↑  Stack, Peggy Fletcher. "All Latter-day Saint temples to close due to coronavirus" （页面存档备份，存于）, The Salt Lake Tribune, 26 March 2020. Retrieved on 28 March 2020.